# Philoscia lubricata
Philoscia lubricata is een pissebed uit de familie Philosciidae. De wetenschappelijke naam van de soort is voor het eerst geldig gepubliceerd in 1894 door Gustav Budde-Lund.